# Míčovna (Praha, Staré Město)
Staroměstská Míčovna, někdy zvaná Bálový dům, U Štorků, Šípařovský, Benedovský či Opatovický, je dům čp. 445 na Starém Městě v Praze na rohu Vejvodovy (č. 1) a Jilské (č. 6). Je chráněn jako kulturní památka.

## Historie
Dům je původně románský z počátku 13. století, tehdejší přízemí je dnes sklep, z románského zdiva je částečně i dnešní přízemí a jeho fragmenty jsou i v prvním patře. 
Ještě ve středověku byl k domu připojen jiný dům při Jilské ulici. Dům vlastnil opat Opatovického kláštera, v roce 1428 jej koupil Beneš z Vhonic, jehož potomek knihtiskař Beneš Beneda, jej prodal v roce 1487 Matěji Rejskovi. 
V 16. století byl dům dvakrát upraven. V roce 1675 dům koupil Václav Ringolin a dal jej barokně přestavět na míčovnu a do roku 1738 se zde hrály míčové hry, jak dokládá deska na fasádě směrem do Vejvodovy ulice s reliéfem raket s míčky. 
V letech 1769–1774 byl dům během pozdě barokní přestavby zvýšen o patro. Dnešní fasády jsou pozdně klasicistní z roku 1868.